# Volta Ciclista a Catalunya 2022
Volta Ciclista a Catalunya 2022 – 101. edycja wyścigu kolarskiego Volta Ciclista a Catalunya, która odbyła się w dniach od 21 do 27 marca 2022 na liczącej ponad 1213 kilometrów trasie składającej się z 7 etapów, biegnącej z miejscowości Sant Feliu de Guíxols do Barcelony. Impreza kategorii 2.UWT była częścią UCI World Tour 2022.

## Etapy
| Etap | Data   | Start – Meta                                  | type     | Dystans (km) | Suma wzniesień (m) | Zwycięzca etapu  | Lider                   |
| ---- | ------ | --------------------------------------------- | -------- | ------------ | ------------------ | ---------------- | ----------------------- |
| 1    | 21 mar | Sant Feliu de Guíxols – Sant Feliu de Guíxols | płaski   | 171          | 1968 m             | Michael Matthews | Michael Matthews        |
| 2    | 22 mar | L'Escala – Perpignan                          | płaski   | 202,5        | 2404 m             | Kaden Groves     | Jonas Iversby Hvideberg |
| 3    | 23 mar | Perpignan – La Molina                         | górski   | 161,1        | 3486 m             | Ben O’Connor     | Ben O’Connor            |
| 4    | 24 mar | La Seu d’Urgell – Boí Taüll Resort            | górski   | 166,5        | 3400 m             | João Almeida     | Nairo Quintana          |
| 5    | 25 mar | La Pobla de Segur – Vilanova i la Geltrú      | płaski   | 206          | 2760 m             | Ethan Vernon     | João Almeida            |
| 6    | 26 mar | Salou – Cambrils                              | górzysty | 167,5        | 3014 m             | Richard Carapaz  | Sergio Higuita          |
| 7    | 27 mar | Barcelona – Barcelona                         | górzysty | 138,5        | 2337 m             | Andrea Bagioli   | Sergio Higuita          |

## Uczestnicy

### Drużyny
| WorldTeams (18)- AG2R Citroën Team - Astana Qazaqstan Team - Bahrain Victorious - Bora-Hansgrohe - Cofidis - EF Education-EasyPost - Groupama-FDJ - Ineos Grenadiers - Intermarché-Wanty-Gobert Matériaux - Israel-Premier Tech - Jumbo-Visma - Lotto-Soudal - Movistar Team - Quick-Step Alpha Vinyl - BikeExchange-Jayco - Team DSM - Trek-Segafredo - UAE Team Emirates ProTeams (6)- Arkéa-Samsic - Burgos-BH - Caja Rural-Seguros RGA - Euskaltel-Euskadi - Equipo Kern Pharma - Uno-X Pro Cycling Team |
| |

### Lista startowa
| Ineos Grenadiers IGD | Ineos Grenadiers IGD       | Ineos Grenadiers IGD |
| -------------------- | -------------------------- | -------------------- |
| Nr                   | Kolarz                     | Miejsce              |
| 1                    | Richie Porte (AUS)         | DNF-2                |
| 2                    | Richard Carapaz (ECU)      | 2.                   |
| 3                    | Michał Kwiatkowski (POL)   | DNS-3                |
| 4                    | Carlos Rodríguez (ESP)     | 15.                  |
| 5                    | Pawieł Siwakow (FRA)       | DNF-4                |
| 6                    | Jonathan Castroviejo (ESP) | 43.                  |
| 7                    | Lucas Plapp (AUS) (szosa)  | DNF-6                |

| Quick-Step Alpha Vinyl QST | Quick-Step Alpha Vinyl QST | Quick-Step Alpha Vinyl QST |
| -------------------------- | -------------------------- | -------------------------- |
| Nr                         | Kolarz                     | Miejsce                    |
| 11                         | Fausto Masnada (ITA)       | DNF-3                      |
| 12                         | Andrea Bagioli (ITA)       | 56.                        |
| 13                         | Ilan Van Wilder (BEL)      | DNF-6                      |
| 14                         | Louis Vervaeke (BEL)       | 62.                        |
| 15                         | Ethan Vernon (GBR)         | 92.                        |
| 16                         | Pieter Serry (BEL)         | DNS-4                      |
| 17                         | Dries Devenyns (BEL)       | 76.                        |

| Jumbo-Visma TJV | Jumbo-Visma TJV         | Jumbo-Visma TJV |
| --------------- | ----------------------- | --------------- |
| Nr              | Kolarz                  | Miejsce         |
| 21              | Rohan Dennis (AUS)      | 54.             |
| 22              | Steven Kruijswijk (NED) | 20.             |
| 23              | Sam Oomen (NED)         | 10.             |
| 25              | Tom Dumoulin (NED)      | DNF-3           |
| 26              | David Dekker (NED)      | DNS-6           |
| 27              | Robert Gesink (NED)     | 40.             |

| UAE Team Emirates UAD | UAE Team Emirates UAD       | UAE Team Emirates UAD |
| --------------------- | --------------------------- | --------------------- |
| Nr                    | Kolarz                      | Miejsce               |
| 31                    | João Almeida (POR)          | 3.                    |
| 32                    | Rui Costa (POR)             | 69.                   |
| 33                    | George Bennett (NZL)        | 42.                   |
| 34                    | Juan Sebastián Molano (COL) | DNF-5                 |
| 35                    | Juan Ayuso (ESP)            | 5.                    |
| 36                    | Ivo Oliveira (POR)          | 94.                   |
| 37                    | Marc Soler (ESP)            | DNF-7                 |

| Bahrain Victorious TBV | Bahrain Victorious TBV        | Bahrain Victorious TBV |
| ---------------------- | ----------------------------- | ---------------------- |
| Nr                     | Kolarz                        | Miejsce                |
| 41                     | Jack Haig (AUS)               | DNS-2                  |
| 42                     | Sonny Colbrelli (ITA) (szosa) | DNS-2                  |
| 43                     | Dylan Teuns (BEL)             | 12.                    |
| 44                     | Wout Poels (NED)              | DNF-7                  |
| 45                     | Phil Bauhaus (GER)            | DNF-7                  |
| 46                     | Santiago Buitrago (COL)       | 37.                    |
| 47                     | Hermann Pernsteiner (AUT)     | 17.                    |

| Bora-Hansgrohe BOH | Bora-Hansgrohe BOH           | Bora-Hansgrohe BOH |
| ------------------ | ---------------------------- | ------------------ |
| Nr                 | Kolarz                       | Miejsce            |
| 51                 | Ben Zwiehoff (GER)           | 63.                |
| 53                 | Jai Hindley (AUS)            | 13.                |
| 54                 | Sergio Higuita (COL) (szosa) | 1.                 |
| 55                 | Martin Laas (EST)            | DNF-7              |
| 56                 | Anton Palzer (GER)           | 25.                |
| 57                 | Cesare Benedetti (POL)       | DNS-4              |

| AG2R Citroën Team ACT | AG2R Citroën Team ACT | AG2R Citroën Team ACT |
| --------------------- | --------------------- | --------------------- |
| Nr                    | Kolarz                | Miejsce               |
| 61                    | Ben O’Connor (AUS)    | 6.                    |
| 62                    | Dorian Godon (FRA)    | 67.                   |
| 63                    | Larry Warbasse (USA)  | 60.                   |
| 64                    | Clément Berthet (FRA) | 49.                   |
| 65                    | Mikaël Cherel (FRA)   | 57.                   |
| 66                    | Jaakko Hänninen (FIN) | 81.                   |
| 67                    | Nans Peters (FRA)     | DNF-2                 |

| Groupama-FDJ GFC | Groupama-FDJ GFC            | Groupama-FDJ GFC |
| ---------------- | --------------------------- | ---------------- |
| Nr               | Kolarz                      | Miejsce          |
| 71               | Michael Storer (AUS)        | 52.              |
| 72               | Sébastien Reichenbach (SUI) | 14.              |
| 73               | Attila Valter (HUN)         | 26.              |
| 74               | Matteo Badilatti (SUI)      | 66.              |
| 75               | Rudy Molard (FRA)           | DNF-7            |
| 76               | Quentin Pacher (FRA)        | 23.              |
| 77               | Bruno Armirail (FRA)        | DNF-6            |

| Israel-Premier Tech IPT | Israel-Premier Tech IPT          | Israel-Premier Tech IPT |
| ----------------------- | -------------------------------- | ----------------------- |
| Nr                      | Kolarz                           | Miejsce                 |
| 81                      | Michael Woods (CAN)              | DNS-6                   |
| 82                      | Alessandro De Marchi (ITA)       | DNS-1                   |
| 83                      | Mads Würtz Schmidt (DEN) (szosa) | 72.                     |
| 84                      | Corbin Strong (NZL)              | DNS-4                   |
| 85                      | Daryl Impey (RSA)                | 53.                     |
| 86                      | Simon Clarke (AUS)               | 47.                     |
| 87                      | Guillaume Boivin (CAN) (szosa)   | DNF-6                   |

| Movistar Team MOV | Movistar Team MOV        | Movistar Team MOV |
| ----------------- | ------------------------ | ----------------- |
| Nr                | Kolarz                   | Miejsce           |
| 91                | Alejandro Valverde (ESP) | DNS-6             |
| 92                | Iván Sosa (COL)          | 41.               |
| 93                | Carlos Verona (ESP)      | 11.               |
| 94                | José Joaquín Rojas (ESP) | DNS-4             |
| 95                | Oier Lazkano (ESP)       | 85.               |
| 96                | William Barta (USA)      | 77.               |
| 97                | Albert Torres (ESP)      | DNF-5             |

| Trek-Segafredo TFS | Trek-Segafredo TFS            | Trek-Segafredo TFS |
| ------------------ | ----------------------------- | ------------------ |
| Nr                 | Kolarz                        | Miejsce            |
| 101                | Mattias Skjelmose (DEN)       | 16.                |
| 102                | Antwan Tolhoek (NED)          | 78.                |
| 103                | Giulio Ciccone (ITA)          | 21.                |
| 104                | Juan Pedro López (ESP)        | DNF-7              |
| 105                | Amanuel Ghebreigzabhier (ERI) | DNF-7              |
| 106                | Dario Cataldo (ITA)           | DNF-6              |
| 107                | Marc Brustenga (ESP)          | DNF-7              |

| Astana Qazaqstan Team AST | Astana Qazaqstan Team AST  | Astana Qazaqstan Team AST |
| ------------------------- | -------------------------- | ------------------------- |
| Nr                        | Kolarz                     | Miejsce                   |
| 111                       | Joe Dombrowski (USA)       | 32.                       |
| 112                       | Simone Velasco (ITA)       | 36.                       |
| 113                       | Javier Romo (ESP)          | 24.                       |
| 114                       | Wadim Pronski (KAZ)        | 58.                       |
| 115                       | Sebastián Henao (COL)      | 45.                       |
| 116                       | Alaksandr Rabuszenka (BLR) | 91.                       |
| 117                       | Valerio Conti (ITA)        | DNS-6                     |

| Intermarché-Wanty-Gobert Matériaux IWG | Intermarché-Wanty-Gobert Matériaux IWG | Intermarché-Wanty-Gobert Matériaux IWG |
| -------------------------------------- | -------------------------------------- | -------------------------------------- |
| Nr                                     | Kolarz                                 | Miejsce                                |
| 121                                    | Louis Meintjes (RSA)                   | 46.                                    |
| 122                                    | Simone Petilli (ITA)                   | 31.                                    |
| 123                                    | Jan Hirt (CZE)                         | DNF-7                                  |
| 124                                    | Laurens Huys (BEL)                     | 35.                                    |
| 125                                    | Jan Bakelants (BEL)                    | 19.                                    |
| 126                                    | Tom Devriendt (BEL)                    | DNF-3                                  |
| 127                                    | Théo Delacroix (FRA)                   | DNF-6                                  |

| Cofidis COF | Cofidis COF               | Cofidis COF |
| ----------- | ------------------------- | ----------- |
| Nr          | Kolarz                    | Miejsce     |
| 131         | Guillaume Martin (FRA)    | 8.          |
| 132         | Jesús Herrada (ESP)       | 28.         |
| 133         | Pierre-Luc Périchon (FRA) | 84.         |
| 134         | Hugo Toumire (FRA)        | DNF-6       |
| 135         | Alexandre Delettre (FRA)  | 93.         |
| 136         | José Herrada (ESP)        | 30.         |
| 137         | Sander Armée (BEL)        | 86.         |

| EF Education-EasyPost EFE | EF Education-EasyPost EFE  | EF Education-EasyPost EFE |
| ------------------------- | -------------------------- | ------------------------- |
| Nr                        | Kolarz                     | Miejsce                   |
| 141                       | Diego Camargo (COL)        | 64.                       |
| 142                       | Esteban Chaves (COL)       | 44.                       |
| 143                       | Hugh Carthy (GBR)          | 27.                       |
| 144                       | Odd Christian Eiking (NOR) | DNS-6                     |
| 145                       | Merhawi Kudus (ERI)        | 50.                       |
| 146                       | Neilson Powless (USA)      | DNS-6                     |
| 147                       | Jonathan Caicedo (ECU)     | DNF-7                     |

| Arkéa-Samsic ARK | Arkéa-Samsic ARK          | Arkéa-Samsic ARK |
| ---------------- | ------------------------- | ---------------- |
| Nr               | Kolarz                    | Miejsce          |
| 151              | Nairo Quintana (COL)      | 4.               |
| 152              | Élie Gesbert (FRA)        | 68.              |
| 153              | Anthony Delaplace (FRA)   | DNF-6            |
| 154              | Miguel Flórez López (COL) | DNF-6            |
| 155              | Hugo Hofstetter (FRA)     | DNF-7            |
| 156              | Winner Anacona (COL)      | 65.              |
| 157              | Łukasz Owsian (POL)       | 39.              |

| Lotto-Soudal LTS | Lotto-Soudal LTS        | Lotto-Soudal LTS |
| ---------------- | ----------------------- | ---------------- |
| Nr               | Kolarz                  | Miejsce          |
| 161              | Thomas De Gendt (BEL)   | DNF-3            |
| 162              | Harm Vanhoucke (BEL)    | DNF-6            |
| 164              | Filippo Conca (ITA)     | DNF-6            |
| 165              | Matthew Holmes (GBR)    | DNS-5            |
| 166              | Viktor Verschaeve (BEL) | DNF-6            |
| 167              | Sylvain Moniquet (BEL)  | 29.              |

| BikeExchange-Jayco BEX | BikeExchange-Jayco BEX        | BikeExchange-Jayco BEX |
| ---------------------- | ----------------------------- | ---------------------- |
| Nr                     | Kolarz                        | Miejsce                |
| 171                    | Simon Yates (GBR)             | DNS-4                  |
| 172                    | Michael Matthews (AUS)        | DNF-3                  |
| 173                    | Damien Howson (AUS)           | 33.                    |
| 174                    | Kaden Groves (AUS)            | 71.                    |
| 175                    | Michael Hepburn (AUS)         | DNF-6                  |
| 176                    | Christopher Juul-Jensen (DEN) | 79.                    |
| 177                    | Callum Scotson (AUS)          | 51.                    |

| Team DSM DSM | Team DSM DSM                  | Team DSM DSM |
| ------------ | ----------------------------- | ------------ |
| Nr           | Kolarz                        | Miejsce      |
| 181          | Mark Donovan (GBR)            | DNS-6        |
| 182          | Casper Pedersen (DEN)         | DNF-7        |
| 183          | Romain Combaud (FRA)          | DNS-4        |
| 184          | Henri Vandenabeele (BEL)      | 34.          |
| 185          | Marius Mayrhofer (GER)        | DNF-3        |
| 186          | Jonas Iversby Hvideberg (NOR) | DNF-7        |
| 187          | Marco Brenner (GER)           | DNF-4        |

| Equipo Kern Pharma EKP | Equipo Kern Pharma EKP   | Equipo Kern Pharma EKP |
| ---------------------- | ------------------------ | ---------------------- |
| Nr                     | Kolarz                   | Miejsce                |
| 191                    | José Félix Parra (ESP)   | DNF-6                  |
| 192                    | Urko Berrade (ESP)       | DNS-6                  |
| 193                    | Héctor Carretero (ESP)   | DNF-7                  |
| 194                    | Raúl García Pierna (ESP) | 74.                    |
| 195                    | Jaime Castrillo (ESP)    | DNF-6                  |
| 196                    | Francisco Galván (ESP)   | 59.                    |
| 197                    | Roger Adrià (ESP)        | 73.                    |

| Uno-X Pro Cycling Team UXT | Uno-X Pro Cycling Team UXT       | Uno-X Pro Cycling Team UXT |
| -------------------------- | -------------------------------- | -------------------------- |
| Nr                         | Kolarz                           | Miejsce                    |
| 201                        | Tobias Halland Johannessen (NOR) | 7.                         |
| 202                        | Anthon Charmig (DEN)             | DNF-6                      |
| 203                        | Idar Andersen (NOR)              | DNF-7                      |
| 204                        | Torstein Træen (NOR)             | 9.                         |
| 205                        | Jonas Gregaard (DEN)             | 22.                        |
| 206                        | Jacob Hindsgaul Madsen (DEN)     | 90.                        |
| 207                        | Torjus Sleen (NOR)               | DNF-6                      |

| Caja Rural-Seguros RGA CJR | Caja Rural-Seguros RGA CJR | Caja Rural-Seguros RGA CJR |
| -------------------------- | -------------------------- | -------------------------- |
| Nr                         | Kolarz                     | Miejsce                    |
| 211                        | Jhojan García (COL)        | 75.                        |
| 212                        | Michal Schlegel (CZE)      | 88.                        |
| 213                        | Fernando Barceló (ESP)     | 38.                        |
| 214                        | Mikel Nieve (ESP)          | DNF-4                      |
| 215                        | Álvaro Cuadros (ESP)       | DNF-3                      |
| 216                        | Joel Nicolau (ESP)         | 70.                        |
| 217                        | Eduard Prades (ESP)        | DNF-7                      |

| Euskaltel-Euskadi EUS | Euskaltel-Euskadi EUS    | Euskaltel-Euskadi EUS |
| --------------------- | ------------------------ | --------------------- |
| Nr                    | Kolarz                   | Miejsce               |
| 221                   | Mikel Bizkarra (ESP)     | 89.                   |
| 222                   | Luis Ángel Maté (ESP)    | DNF-7                 |
| 223                   | Gotzon Martín (ESP)      | 55.                   |
| 224                   | Joan Bou (ESP)           | 80.                   |
| 225                   | Unai Cuadrado (ESP)      | 87.                   |
| 226                   | Carlos Canal (ESP)       | 48.                   |
| 227                   | Antonio Jesús Soto (ESP) | 82.                   |

| Burgos-BH BBH | Burgos-BH BBH         | Burgos-BH BBH |
| ------------- | --------------------- | ------------- |
| Nr            | Kolarz                | Miejsce       |
| 231           | Daniel Navarro (ESP)  | 18.           |
| 232           | Óscar Cabedo (ESP)    | DNF-6         |
| 233           | Jetse Bol (NED)       | 61.           |
| 234           | Alex Molenaar (NED)   | DNF-7         |
| 235           | Adrià Moreno (ESP)    | DNF-7         |
| 236           | Ander Okamika (ESP)   | 83.           |
| 237           | Manuel Peñalver (ESP) | DNF-7         |

| Ineos Grenadiers IGD | Ineos Grenadiers IGD       | Ineos Grenadiers IGD |
| -------------------- | -------------------------- | -------------------- |
| Nr                   | Kolarz                     | Miejsce              |
| 1                    | Richie Porte (AUS)         | DNF-2                |
| 2                    | Richard Carapaz (ECU)      | 2.                   |
| 3                    | Michał Kwiatkowski (POL)   | DNS-3                |
| 4                    | Carlos Rodríguez (ESP)     | 15.                  |
| 5                    | Pawieł Siwakow (FRA)       | DNF-4                |
| 6                    | Jonathan Castroviejo (ESP) | 43.                  |
| 7                    | Lucas Plapp (AUS) (szosa)  | DNF-6                |

| Quick-Step Alpha Vinyl QST | Quick-Step Alpha Vinyl QST | Quick-Step Alpha Vinyl QST |
| -------------------------- | -------------------------- | -------------------------- |
| Nr                         | Kolarz                     | Miejsce                    |
| 11                         | Fausto Masnada (ITA)       | DNF-3                      |
| 12                         | Andrea Bagioli (ITA)       | 56.                        |
| 13                         | Ilan Van Wilder (BEL)      | DNF-6                      |
| 14                         | Louis Vervaeke (BEL)       | 62.                        |
| 15                         | Ethan Vernon (GBR)         | 92.                        |
| 16                         | Pieter Serry (BEL)         | DNS-4                      |
| 17                         | Dries Devenyns (BEL)       | 76.                        |

| Jumbo-Visma TJV | Jumbo-Visma TJV         | Jumbo-Visma TJV |
| --------------- | ----------------------- | --------------- |
| Nr              | Kolarz                  | Miejsce         |
| 21              | Rohan Dennis (AUS)      | 54.             |
| 22              | Steven Kruijswijk (NED) | 20.             |
| 23              | Sam Oomen (NED)         | 10.             |
| 25              | Tom Dumoulin (NED)      | DNF-3           |
| 26              | David Dekker (NED)      | DNS-6           |
| 27              | Robert Gesink (NED)     | 40.             |

| UAE Team Emirates UAD | UAE Team Emirates UAD       | UAE Team Emirates UAD |
| --------------------- | --------------------------- | --------------------- |
| Nr                    | Kolarz                      | Miejsce               |
| 31                    | João Almeida (POR)          | 3.                    |
| 32                    | Rui Costa (POR)             | 69.                   |
| 33                    | George Bennett (NZL)        | 42.                   |
| 34                    | Juan Sebastián Molano (COL) | DNF-5                 |
| 35                    | Juan Ayuso (ESP)            | 5.                    |
| 36                    | Ivo Oliveira (POR)          | 94.                   |
| 37                    | Marc Soler (ESP)            | DNF-7                 |

| Bahrain Victorious TBV | Bahrain Victorious TBV        | Bahrain Victorious TBV |
| ---------------------- | ----------------------------- | ---------------------- |
| Nr                     | Kolarz                        | Miejsce                |
| 41                     | Jack Haig (AUS)               | DNS-2                  |
| 42                     | Sonny Colbrelli (ITA) (szosa) | DNS-2                  |
| 43                     | Dylan Teuns (BEL)             | 12.                    |
| 44                     | Wout Poels (NED)              | DNF-7                  |
| 45                     | Phil Bauhaus (GER)            | DNF-7                  |
| 46                     | Santiago Buitrago (COL)       | 37.                    |
| 47                     | Hermann Pernsteiner (AUT)     | 17.                    |

| Bora-Hansgrohe BOH | Bora-Hansgrohe BOH           | Bora-Hansgrohe BOH |
| ------------------ | ---------------------------- | ------------------ |
| Nr                 | Kolarz                       | Miejsce            |
| 51                 | Ben Zwiehoff (GER)           | 63.                |
| 53                 | Jai Hindley (AUS)            | 13.                |
| 54                 | Sergio Higuita (COL) (szosa) | 1.                 |
| 55                 | Martin Laas (EST)            | DNF-7              |
| 56                 | Anton Palzer (GER)           | 25.                |
| 57                 | Cesare Benedetti (POL)       | DNS-4              |

| AG2R Citroën Team ACT | AG2R Citroën Team ACT | AG2R Citroën Team ACT |
| --------------------- | --------------------- | --------------------- |
| Nr                    | Kolarz                | Miejsce               |
| 61                    | Ben O’Connor (AUS)    | 6.                    |
| 62                    | Dorian Godon (FRA)    | 67.                   |
| 63                    | Larry Warbasse (USA)  | 60.                   |
| 64                    | Clément Berthet (FRA) | 49.                   |
| 65                    | Mikaël Cherel (FRA)   | 57.                   |
| 66                    | Jaakko Hänninen (FIN) | 81.                   |
| 67                    | Nans Peters (FRA)     | DNF-2                 |

| Groupama-FDJ GFC | Groupama-FDJ GFC            | Groupama-FDJ GFC |
| ---------------- | --------------------------- | ---------------- |
| Nr               | Kolarz                      | Miejsce          |
| 71               | Michael Storer (AUS)        | 52.              |
| 72               | Sébastien Reichenbach (SUI) | 14.              |
| 73               | Attila Valter (HUN)         | 26.              |
| 74               | Matteo Badilatti (SUI)      | 66.              |
| 75               | Rudy Molard (FRA)           | DNF-7            |
| 76               | Quentin Pacher (FRA)        | 23.              |
| 77               | Bruno Armirail (FRA)        | DNF-6            |

| Israel-Premier Tech IPT | Israel-Premier Tech IPT          | Israel-Premier Tech IPT |
| ----------------------- | -------------------------------- | ----------------------- |
| Nr                      | Kolarz                           | Miejsce                 |
| 81                      | Michael Woods (CAN)              | DNS-6                   |
| 82                      | Alessandro De Marchi (ITA)       | DNS-1                   |
| 83                      | Mads Würtz Schmidt (DEN) (szosa) | 72.                     |
| 84                      | Corbin Strong (NZL)              | DNS-4                   |
| 85                      | Daryl Impey (RSA)                | 53.                     |
| 86                      | Simon Clarke (AUS)               | 47.                     |
| 87                      | Guillaume Boivin (CAN) (szosa)   | DNF-6                   |

| Movistar Team MOV | Movistar Team MOV        | Movistar Team MOV |
| ----------------- | ------------------------ | ----------------- |
| Nr                | Kolarz                   | Miejsce           |
| 91                | Alejandro Valverde (ESP) | DNS-6             |
| 92                | Iván Sosa (COL)          | 41.               |
| 93                | Carlos Verona (ESP)      | 11.               |
| 94                | José Joaquín Rojas (ESP) | DNS-4             |
| 95                | Oier Lazkano (ESP)       | 85.               |
| 96                | William Barta (USA)      | 77.               |
| 97                | Albert Torres (ESP)      | DNF-5             |

| Trek-Segafredo TFS | Trek-Segafredo TFS            | Trek-Segafredo TFS |
| ------------------ | ----------------------------- | ------------------ |
| Nr                 | Kolarz                        | Miejsce            |
| 101                | Mattias Skjelmose (DEN)       | 16.                |
| 102                | Antwan Tolhoek (NED)          | 78.                |
| 103                | Giulio Ciccone (ITA)          | 21.                |
| 104                | Juan Pedro López (ESP)        | DNF-7              |
| 105                | Amanuel Ghebreigzabhier (ERI) | DNF-7              |
| 106                | Dario Cataldo (ITA)           | DNF-6              |
| 107                | Marc Brustenga (ESP)          | DNF-7              |

| Astana Qazaqstan Team AST | Astana Qazaqstan Team AST  | Astana Qazaqstan Team AST |
| ------------------------- | -------------------------- | ------------------------- |
| Nr                        | Kolarz                     | Miejsce                   |
| 111                       | Joe Dombrowski (USA)       | 32.                       |
| 112                       | Simone Velasco (ITA)       | 36.                       |
| 113                       | Javier Romo (ESP)          | 24.                       |
| 114                       | Wadim Pronski (KAZ)        | 58.                       |
| 115                       | Sebastián Henao (COL)      | 45.                       |
| 116                       | Alaksandr Rabuszenka (BLR) | 91.                       |
| 117                       | Valerio Conti (ITA)        | DNS-6                     |

| Intermarché-Wanty-Gobert Matériaux IWG | Intermarché-Wanty-Gobert Matériaux IWG | Intermarché-Wanty-Gobert Matériaux IWG |
| -------------------------------------- | -------------------------------------- | -------------------------------------- |
| Nr                                     | Kolarz                                 | Miejsce                                |
| 121                                    | Louis Meintjes (RSA)                   | 46.                                    |
| 122                                    | Simone Petilli (ITA)                   | 31.                                    |
| 123                                    | Jan Hirt (CZE)                         | DNF-7                                  |
| 124                                    | Laurens Huys (BEL)                     | 35.                                    |
| 125                                    | Jan Bakelants (BEL)                    | 19.                                    |
| 126                                    | Tom Devriendt (BEL)                    | DNF-3                                  |
| 127                                    | Théo Delacroix (FRA)                   | DNF-6                                  |

| Cofidis COF | Cofidis COF               | Cofidis COF |
| ----------- | ------------------------- | ----------- |
| Nr          | Kolarz                    | Miejsce     |
| 131         | Guillaume Martin (FRA)    | 8.          |
| 132         | Jesús Herrada (ESP)       | 28.         |
| 133         | Pierre-Luc Périchon (FRA) | 84.         |
| 134         | Hugo Toumire (FRA)        | DNF-6       |
| 135         | Alexandre Delettre (FRA)  | 93.         |
| 136         | José Herrada (ESP)        | 30.         |
| 137         | Sander Armée (BEL)        | 86.         |

| EF Education-EasyPost EFE | EF Education-EasyPost EFE  | EF Education-EasyPost EFE |
| ------------------------- | -------------------------- | ------------------------- |
| Nr                        | Kolarz                     | Miejsce                   |
| 141                       | Diego Camargo (COL)        | 64.                       |
| 142                       | Esteban Chaves (COL)       | 44.                       |
| 143                       | Hugh Carthy (GBR)          | 27.                       |
| 144                       | Odd Christian Eiking (NOR) | DNS-6                     |
| 145                       | Merhawi Kudus (ERI)        | 50.                       |
| 146                       | Neilson Powless (USA)      | DNS-6                     |
| 147                       | Jonathan Caicedo (ECU)     | DNF-7                     |

| Arkéa-Samsic ARK | Arkéa-Samsic ARK          | Arkéa-Samsic ARK |
| ---------------- | ------------------------- | ---------------- |
| Nr               | Kolarz                    | Miejsce          |
| 151              | Nairo Quintana (COL)      | 4.               |
| 152              | Élie Gesbert (FRA)        | 68.              |
| 153              | Anthony Delaplace (FRA)   | DNF-6            |
| 154              | Miguel Flórez López (COL) | DNF-6            |
| 155              | Hugo Hofstetter (FRA)     | DNF-7            |
| 156              | Winner Anacona (COL)      | 65.              |
| 157              | Łukasz Owsian (POL)       | 39.              |

| Lotto-Soudal LTS | Lotto-Soudal LTS        | Lotto-Soudal LTS |
| ---------------- | ----------------------- | ---------------- |
| Nr               | Kolarz                  | Miejsce          |
| 161              | Thomas De Gendt (BEL)   | DNF-3            |
| 162              | Harm Vanhoucke (BEL)    | DNF-6            |
| 164              | Filippo Conca (ITA)     | DNF-6            |
| 165              | Matthew Holmes (GBR)    | DNS-5            |
| 166              | Viktor Verschaeve (BEL) | DNF-6            |
| 167              | Sylvain Moniquet (BEL)  | 29.              |

| BikeExchange-Jayco BEX | BikeExchange-Jayco BEX        | BikeExchange-Jayco BEX |
| ---------------------- | ----------------------------- | ---------------------- |
| Nr                     | Kolarz                        | Miejsce                |
| 171                    | Simon Yates (GBR)             | DNS-4                  |
| 172                    | Michael Matthews (AUS)        | DNF-3                  |
| 173                    | Damien Howson (AUS)           | 33.                    |
| 174                    | Kaden Groves (AUS)            | 71.                    |
| 175                    | Michael Hepburn (AUS)         | DNF-6                  |
| 176                    | Christopher Juul-Jensen (DEN) | 79.                    |
| 177                    | Callum Scotson (AUS)          | 51.                    |

| Team DSM DSM | Team DSM DSM                  | Team DSM DSM |
| ------------ | ----------------------------- | ------------ |
| Nr           | Kolarz                        | Miejsce      |
| 181          | Mark Donovan (GBR)            | DNS-6        |
| 182          | Casper Pedersen (DEN)         | DNF-7        |
| 183          | Romain Combaud (FRA)          | DNS-4        |
| 184          | Henri Vandenabeele (BEL)      | 34.          |
| 185          | Marius Mayrhofer (GER)        | DNF-3        |
| 186          | Jonas Iversby Hvideberg (NOR) | DNF-7        |
| 187          | Marco Brenner (GER)           | DNF-4        |

| Equipo Kern Pharma EKP | Equipo Kern Pharma EKP   | Equipo Kern Pharma EKP |
| ---------------------- | ------------------------ | ---------------------- |
| Nr                     | Kolarz                   | Miejsce                |
| 191                    | José Félix Parra (ESP)   | DNF-6                  |
| 192                    | Urko Berrade (ESP)       | DNS-6                  |
| 193                    | Héctor Carretero (ESP)   | DNF-7                  |
| 194                    | Raúl García Pierna (ESP) | 74.                    |
| 195                    | Jaime Castrillo (ESP)    | DNF-6                  |
| 196                    | Francisco Galván (ESP)   | 59.                    |
| 197                    | Roger Adrià (ESP)        | 73.                    |

| Uno-X Pro Cycling Team UXT | Uno-X Pro Cycling Team UXT       | Uno-X Pro Cycling Team UXT |
| -------------------------- | -------------------------------- | -------------------------- |
| Nr                         | Kolarz                           | Miejsce                    |
| 201                        | Tobias Halland Johannessen (NOR) | 7.                         |
| 202                        | Anthon Charmig (DEN)             | DNF-6                      |
| 203                        | Idar Andersen (NOR)              | DNF-7                      |
| 204                        | Torstein Træen (NOR)             | 9.                         |
| 205                        | Jonas Gregaard (DEN)             | 22.                        |
| 206                        | Jacob Hindsgaul Madsen (DEN)     | 90.                        |
| 207                        | Torjus Sleen (NOR)               | DNF-6                      |

| Caja Rural-Seguros RGA CJR | Caja Rural-Seguros RGA CJR | Caja Rural-Seguros RGA CJR |
| -------------------------- | -------------------------- | -------------------------- |
| Nr                         | Kolarz                     | Miejsce                    |
| 211                        | Jhojan García (COL)        | 75.                        |
| 212                        | Michal Schlegel (CZE)      | 88.                        |
| 213                        | Fernando Barceló (ESP)     | 38.                        |
| 214                        | Mikel Nieve (ESP)          | DNF-4                      |
| 215                        | Álvaro Cuadros (ESP)       | DNF-3                      |
| 216                        | Joel Nicolau (ESP)         | 70.                        |
| 217                        | Eduard Prades (ESP)        | DNF-7                      |

| Euskaltel-Euskadi EUS | Euskaltel-Euskadi EUS    | Euskaltel-Euskadi EUS |
| --------------------- | ------------------------ | --------------------- |
| Nr                    | Kolarz                   | Miejsce               |
| 221                   | Mikel Bizkarra (ESP)     | 89.                   |
| 222                   | Luis Ángel Maté (ESP)    | DNF-7                 |
| 223                   | Gotzon Martín (ESP)      | 55.                   |
| 224                   | Joan Bou (ESP)           | 80.                   |
| 225                   | Unai Cuadrado (ESP)      | 87.                   |
| 226                   | Carlos Canal (ESP)       | 48.                   |
| 227                   | Antonio Jesús Soto (ESP) | 82.                   |

| Burgos-BH BBH | Burgos-BH BBH         | Burgos-BH BBH |
| ------------- | --------------------- | ------------- |
| Nr            | Kolarz                | Miejsce       |
| 231           | Daniel Navarro (ESP)  | 18.           |
| 232           | Óscar Cabedo (ESP)    | DNF-6         |
| 233           | Jetse Bol (NED)       | 61.           |
| 234           | Alex Molenaar (NED)   | DNF-7         |
| 235           | Adrià Moreno (ESP)    | DNF-7         |
| 236           | Ander Okamika (ESP)   | 83.           |
| 237           | Manuel Peñalver (ESP) | DNF-7         |

Legenda: DNF – nie ukończył etapu, OTL – przekroczył limit czasu, DNS – nie wystartował do etapu, DSQ – zdyskwalifikowany. Numer przy skrócie oznacza etap, na którym kolarz opuścił wyścig.

## Wyniki etapów

### Etap 1
| Sant Feliu de Guíxols - Sant Feliu de Guíxols | płaski | (171 km) |

| \| Klasyfikacja etapu \| Klasyfikacja etapu \| Klasyfikacja etapu \| Klasyfikacja etapu \| Klasyfikacja etapu \| \| Kolarz \| Kolarz \| Państwo \| Drużyna \| Czas \| \| ------------------ \| ------------------ \| ------------------ \| ---------------------- \| ------------------ \| \| 1. \| Michael Matthews \| Australia \| BikeExchange-Jayco \| 3h 47' 11" \| \| 2. \| Sonny Colbrelli \| Włochy \| Bahrain Victorious \| + 0" \| \| 3. \| Quentin Pacher \| Francja \| Groupama-FDJ \| + 0" \| \| 4. \| Andrea Bagioli \| Włochy \| Quick-Step Alpha Vinyl \| + 0" \| \| 5. \| Sergio Higuita \| Kolumbia \| Bora-Hansgrohe \| + 0" \| \| 6. \| Mattias Skjelmose \| Dania \| Trek-Segafredo \| + 0" \| \| 7. \| Simon Clarke \| Australia \| Israel-Premier Tech \| + 0" \| \| 8. \| Eduard Prades \| Hiszpania \| Caja Rural-Seguros RGA \| + 0" \| \| 9. \| Hugo Hofstetter \| Francja \| Arkéa-Samsic \| + 0" \| \| 10. \| Attila Valter \| Węgry \| Groupama-FDJ \| + 0" \| |                   |           |                        |            |
| |                   |           |                        |            |
| Źródło: ProCyclingStats |                   |           |                        |            |
| Klasyfikacja etapu |                   |           |                        |            |
| Kolarz | Kolarz            | Państwo   | Drużyna                | Czas       |
| 1. | Michael Matthews  | Australia | BikeExchange-Jayco     | 3h 47' 11" |
| 2. | Sonny Colbrelli   | Włochy    | Bahrain Victorious     | + 0"       |
| 3. | Quentin Pacher    | Francja   | Groupama-FDJ           | + 0"       |
| 4. | Andrea Bagioli    | Włochy    | Quick-Step Alpha Vinyl | + 0"       |
| 5. | Sergio Higuita    | Kolumbia  | Bora-Hansgrohe         | + 0"       |
| 6. | Mattias Skjelmose | Dania     | Trek-Segafredo         | + 0"       |
| 7. | Simon Clarke      | Australia | Israel-Premier Tech    | + 0"       |
| 8. | Eduard Prades     | Hiszpania | Caja Rural-Seguros RGA | + 0"       |
| 9. | Hugo Hofstetter   | Francja   | Arkéa-Samsic           | + 0"       |
| 10. | Attila Valter     | Węgry     | Groupama-FDJ           | + 0"       |

| \| Klasyfikacja generalna \| Klasyfikacja generalna \| Klasyfikacja generalna \| Klasyfikacja generalna \| Klasyfikacja generalna \| \| Kolarz \| Kolarz \| Państwo \| Drużyna \| Czas \| \| ---------------------- \| ----------------------- \| ---------------------- \| ---------------------- \| ---------------------- \| \| 1. \| Michael Matthews \| Australia \| BikeExchange-Jayco \| 3h 47' 01" \| \| 2. \| Sonny Colbrelli \| Włochy \| Bahrain Victorious \| + 4" \| \| 3. \| Jonas Iversby Hvideberg \| Norwegia \| Team DSM \| + 4" \| \| 4. \| Quentin Pacher \| Francja \| Groupama-FDJ \| + 6" \| \| 5. \| Andrea Bagioli \| Włochy \| Quick-Step Alpha Vinyl \| + 10" \| \| 6. \| Sergio Higuita \| Kolumbia \| Bora-Hansgrohe \| + 10" \| \| 7. \| Mattias Skjelmose \| Dania \| Trek-Segafredo \| + 10" \| \| 8. \| Simon Clarke \| Australia \| Israel-Premier Tech \| + 10" \| \| 9. \| Eduard Prades \| Hiszpania \| Caja Rural-Seguros RGA \| + 10" \| \| 10. \| Attila Valter \| Węgry \| Groupama-FDJ \| + 10" \| |                         |           |                        |            |
| |                         |           |                        |            |
| Źródło: ProCyclingStats |                         |           |                        |            |
| Klasyfikacja generalna |                         |           |                        |            |
| Kolarz | Kolarz                  | Państwo   | Drużyna                | Czas       |
| 1. | Michael Matthews        | Australia | BikeExchange-Jayco     | 3h 47' 01" |
| 2. | Sonny Colbrelli         | Włochy    | Bahrain Victorious     | + 4"       |
| 3. | Jonas Iversby Hvideberg | Norwegia  | Team DSM               | + 4"       |
| 4. | Quentin Pacher          | Francja   | Groupama-FDJ           | + 6"       |
| 5. | Andrea Bagioli          | Włochy    | Quick-Step Alpha Vinyl | + 10"      |
| 6. | Sergio Higuita          | Kolumbia  | Bora-Hansgrohe         | + 10"      |
| 7. | Mattias Skjelmose       | Dania     | Trek-Segafredo         | + 10"      |
| 8. | Simon Clarke            | Australia | Israel-Premier Tech    | + 10"      |
| 9. | Eduard Prades           | Hiszpania | Caja Rural-Seguros RGA | + 10"      |
| 10. | Attila Valter           | Węgry     | Groupama-FDJ           | + 10"      |

### Etap 2
| L'Escala - Perpignan | płaski | (202,5 km) |

| \| Klasyfikacja etapu \| Klasyfikacja etapu \| Klasyfikacja etapu \| Klasyfikacja etapu \| Klasyfikacja etapu \| \| Kolarz \| Kolarz \| Państwo \| Drużyna \| Czas \| \| ------------------ \| --------------------- \| ------------------ \| ---------------------- \| ------------------ \| \| 1. \| Kaden Groves \| Australia \| BikeExchange-Jayco \| 4h 44' 28" \| \| 2. \| Phil Bauhaus \| Niemcy \| Bahrain Victorious \| + 0" \| \| 3. \| Hugo Hofstetter \| Francja \| Arkéa-Samsic \| + 0" \| \| 4. \| Ethan Vernon \| Wielka Brytania \| Quick-Step Alpha Vinyl \| + 0" \| \| 5. \| Juan Sebastián Molano \| Kolumbia \| UAE Team Emirates \| + 0" \| \| 6. \| Manuel Peñalver \| Hiszpania \| Burgos-BH \| + 0" \| \| 7. \| Michael Matthews \| Australia \| BikeExchange-Jayco \| + 0" \| \| 8. \| Steven Kruijswijk \| Holandia \| Jumbo-Visma \| + 0" \| \| 9. \| Henri Vandenabeele \| Belgia \| Team DSM \| + 0" \| \| 10. \| Mattias Skjelmose \| Dania \| Trek-Segafredo \| + 0" \| |                       |                 |                        |            |
| |                       |                 |                        |            |
| Źródło: ProCyclingStats |                       |                 |                        |            |
| Klasyfikacja etapu |                       |                 |                        |            |
| Kolarz | Kolarz                | Państwo         | Drużyna                | Czas       |
| 1. | Kaden Groves          | Australia       | BikeExchange-Jayco     | 4h 44' 28" |
| 2. | Phil Bauhaus          | Niemcy          | Bahrain Victorious     | + 0"       |
| 3. | Hugo Hofstetter       | Francja         | Arkéa-Samsic           | + 0"       |
| 4. | Ethan Vernon          | Wielka Brytania | Quick-Step Alpha Vinyl | + 0"       |
| 5. | Juan Sebastián Molano | Kolumbia        | UAE Team Emirates      | + 0"       |
| 6. | Manuel Peñalver       | Hiszpania       | Burgos-BH              | + 0"       |
| 7. | Michael Matthews      | Australia       | BikeExchange-Jayco     | + 0"       |
| 8. | Steven Kruijswijk     | Holandia        | Jumbo-Visma            | + 0"       |
| 9. | Henri Vandenabeele    | Belgia          | Team DSM               | + 0"       |
| 10. | Mattias Skjelmose     | Dania           | Trek-Segafredo         | + 0"       |

| \| Klasyfikacja generalna \| Klasyfikacja generalna \| Klasyfikacja generalna \| Klasyfikacja generalna \| Klasyfikacja generalna \| \| Kolarz \| Kolarz \| Państwo \| Drużyna \| Czas \| \| ---------------------- \| -------------------------- \| ---------------------- \| ---------------------------------- \| ---------------------- \| \| 1. \| Jonas Iversby Hvideberg \| Norwegia \| Team DSM \| 8h 31' 28" \| \| 2. \| Michael Matthews \| Australia \| BikeExchange-Jayco \| + 1" \| \| 3. \| Hugo Hofstetter \| Francja \| Arkéa-Samsic \| + 7" \| \| 4. \| Mattias Skjelmose \| Dania \| Trek-Segafredo \| + 11" \| \| 5. \| Juan Sebastián Molano \| Kolumbia \| UAE Team Emirates \| + 11" \| \| 6. \| Giulio Ciccone \| Włochy \| Trek-Segafredo \| + 11" \| \| 7. \| Tobias Halland Johannessen \| Norwegia \| Uno-X Pro Cycling Team \| + 11" \| \| 8. \| Sergio Higuita \| Kolumbia \| Bora-Hansgrohe \| + 11" \| \| 9. \| Jan Bakelants \| Belgia \| Intermarché-Wanty-Gobert Matériaux \| + 11" \| \| 10. \| Sam Oomen \| Holandia \| Jumbo-Visma \| + 11" \| |                            |           |                                    |            |
| |                            |           |                                    |            |
| Źródło: ProCyclingStats |                            |           |                                    |            |
| Klasyfikacja generalna |                            |           |                                    |            |
| Kolarz | Kolarz                     | Państwo   | Drużyna                            | Czas       |
| 1. | Jonas Iversby Hvideberg    | Norwegia  | Team DSM                           | 8h 31' 28" |
| 2. | Michael Matthews           | Australia | BikeExchange-Jayco                 | + 1"       |
| 3. | Hugo Hofstetter            | Francja   | Arkéa-Samsic                       | + 7"       |
| 4. | Mattias Skjelmose          | Dania     | Trek-Segafredo                     | + 11"      |
| 5. | Juan Sebastián Molano      | Kolumbia  | UAE Team Emirates                  | + 11"      |
| 6. | Giulio Ciccone             | Włochy    | Trek-Segafredo                     | + 11"      |
| 7. | Tobias Halland Johannessen | Norwegia  | Uno-X Pro Cycling Team             | + 11"      |
| 8. | Sergio Higuita             | Kolumbia  | Bora-Hansgrohe                     | + 11"      |
| 9. | Jan Bakelants              | Belgia    | Intermarché-Wanty-Gobert Matériaux | + 11"      |
| 10. | Sam Oomen                  | Holandia  | Jumbo-Visma                        | + 11"      |

### Etap 3
| Perpignan - La Molina | górski | (161,1 km) |

| \| Klasyfikacja etapu \| Klasyfikacja etapu \| Klasyfikacja etapu \| Klasyfikacja etapu \| Klasyfikacja etapu \| \| Kolarz \| Kolarz \| Państwo \| Drużyna \| Czas \| \| ------------------ \| -------------------------- \| ------------------ \| ---------------------- \| ------------------ \| \| 1. \| Ben O’Connor \| Australia \| AG2R Citroën Team \| 4h 12' 51" \| \| 2. \| Juan Ayuso \| Hiszpania \| UAE Team Emirates \| + 6" \| \| 3. \| Nairo Quintana \| Kolumbia \| Arkéa-Samsic \| + 6" \| \| 4. \| Sergio Higuita \| Kolumbia \| Bora-Hansgrohe \| + 6" \| \| 5. \| João Almeida \| Portugalia \| UAE Team Emirates \| + 6" \| \| 6. \| Wout Poels \| Holandia \| Bahrain Victorious \| + 6" \| \| 7. \| Giulio Ciccone \| Włochy \| Trek-Segafredo \| + 6" \| \| 8. \| Tobias Halland Johannessen \| Norwegia \| Uno-X Pro Cycling Team \| + 6" \| \| 9. \| Guillaume Martin \| Francja \| Cofidis \| + 6" \| \| 10. \| Damien Howson \| Australia \| BikeExchange-Jayco \| + 9" \| |                            |            |                        |            |
| |                            |            |                        |            |
| Źródło: ProCyclingStats |                            |            |                        |            |
| Klasyfikacja etapu |                            |            |                        |            |
| Kolarz | Kolarz                     | Państwo    | Drużyna                | Czas       |
| 1. | Ben O’Connor               | Australia  | AG2R Citroën Team      | 4h 12' 51" |
| 2. | Juan Ayuso                 | Hiszpania  | UAE Team Emirates      | + 6"       |
| 3. | Nairo Quintana             | Kolumbia   | Arkéa-Samsic           | + 6"       |
| 4. | Sergio Higuita             | Kolumbia   | Bora-Hansgrohe         | + 6"       |
| 5. | João Almeida               | Portugalia | UAE Team Emirates      | + 6"       |
| 6. | Wout Poels                 | Holandia   | Bahrain Victorious     | + 6"       |
| 7. | Giulio Ciccone             | Włochy     | Trek-Segafredo         | + 6"       |
| 8. | Tobias Halland Johannessen | Norwegia   | Uno-X Pro Cycling Team | + 6"       |
| 9. | Guillaume Martin           | Francja    | Cofidis                | + 6"       |
| 10. | Damien Howson              | Australia  | BikeExchange-Jayco     | + 9"       |

| \| Klasyfikacja generalna \| Klasyfikacja generalna \| Klasyfikacja generalna \| Klasyfikacja generalna \| Klasyfikacja generalna \| \| Kolarz \| Kolarz \| Państwo \| Drużyna \| Czas \| \| ---------------------- \| -------------------------- \| ---------------------- \| ---------------------- \| ---------------------- \| \| 1. \| Ben O’Connor \| Australia \| AG2R Citroën Team \| 12h 44' 20" \| \| 2. \| Juan Ayuso \| Hiszpania \| UAE Team Emirates \| + 10" \| \| 3. \| Nairo Quintana \| Kolumbia \| Arkéa-Samsic \| + 12" \| \| 4. \| Sergio Higuita \| Kolumbia \| Bora-Hansgrohe \| + 16" \| \| 5. \| Giulio Ciccone \| Włochy \| Trek-Segafredo \| + 16" \| \| 6. \| Tobias Halland Johannessen \| Norwegia \| Uno-X Pro Cycling Team \| + 16" \| \| 7. \| Wout Poels \| Holandia \| Bahrain Victorious \| + 16" \| \| 8. \| Guillaume Martin \| Francja \| Cofidis \| + 16" \| \| 9. \| João Almeida \| Portugalia \| UAE Team Emirates \| + 16" \| \| 10. \| Steven Kruijswijk \| Holandia \| Jumbo-Visma \| + 19" \| |                            |            |                        |             |
| |                            |            |                        |             |
| Źródło: ProCyclingStats |                            |            |                        |             |
| Klasyfikacja generalna |                            |            |                        |             |
| Kolarz | Kolarz                     | Państwo    | Drużyna                | Czas        |
| 1. | Ben O’Connor               | Australia  | AG2R Citroën Team      | 12h 44' 20" |
| 2. | Juan Ayuso                 | Hiszpania  | UAE Team Emirates      | + 10"       |
| 3. | Nairo Quintana             | Kolumbia   | Arkéa-Samsic           | + 12"       |
| 4. | Sergio Higuita             | Kolumbia   | Bora-Hansgrohe         | + 16"       |
| 5. | Giulio Ciccone             | Włochy     | Trek-Segafredo         | + 16"       |
| 6. | Tobias Halland Johannessen | Norwegia   | Uno-X Pro Cycling Team | + 16"       |
| 7. | Wout Poels                 | Holandia   | Bahrain Victorious     | + 16"       |
| 8. | Guillaume Martin           | Francja    | Cofidis                | + 16"       |
| 9. | João Almeida               | Portugalia | UAE Team Emirates      | + 16"       |
| 10. | Steven Kruijswijk          | Holandia   | Jumbo-Visma            | + 19"       |

### Etap 4
| La Seu d’Urgell - Boí Taüll Resort | górski | (166,5 km) |

| \| Klasyfikacja etapu \| Klasyfikacja etapu \| Klasyfikacja etapu \| Klasyfikacja etapu \| Klasyfikacja etapu \| \| Kolarz \| Kolarz \| Państwo \| Drużyna \| Czas \| \| ------------------ \| -------------------------- \| ------------------ \| ---------------------- \| ------------------ \| \| 1. \| João Almeida \| Portugalia \| UAE Team Emirates \| 4h 20' 27" \| \| 2. \| Nairo Quintana \| Kolumbia \| Arkéa-Samsic \| + 0" \| \| 3. \| Sergio Higuita \| Kolumbia \| Bora-Hansgrohe \| + 0" \| \| 4. \| Wout Poels \| Holandia \| Bahrain Victorious \| + 7" \| \| 5. \| Tobias Halland Johannessen \| Norwegia \| Uno-X Pro Cycling Team \| + 13" \| \| 6. \| Juan Ayuso \| Hiszpania \| UAE Team Emirates \| + 13" \| \| 7. \| Richard Carapaz \| Ekwador \| Ineos Grenadiers \| + 13" \| \| 8. \| Jai Hindley \| Australia \| Bora-Hansgrohe \| + 13" \| \| 9. \| Carlos Rodríguez \| Hiszpania \| Ineos Grenadiers \| + 13" \| \| 10. \| Guillaume Martin \| Francja \| Cofidis \| + 13" \| |                            |            |                        |            |
| |                            |            |                        |            |
| Źródło: ProCyclingStats |                            |            |                        |            |
| Klasyfikacja etapu |                            |            |                        |            |
| Kolarz | Kolarz                     | Państwo    | Drużyna                | Czas       |
| 1. | João Almeida               | Portugalia | UAE Team Emirates      | 4h 20' 27" |
| 2. | Nairo Quintana             | Kolumbia   | Arkéa-Samsic           | + 0"       |
| 3. | Sergio Higuita             | Kolumbia   | Bora-Hansgrohe         | + 0"       |
| 4. | Wout Poels                 | Holandia   | Bahrain Victorious     | + 7"       |
| 5. | Tobias Halland Johannessen | Norwegia   | Uno-X Pro Cycling Team | + 13"      |
| 6. | Juan Ayuso                 | Hiszpania  | UAE Team Emirates      | + 13"      |
| 7. | Richard Carapaz            | Ekwador    | Ineos Grenadiers       | + 13"      |
| 8. | Jai Hindley                | Australia  | Bora-Hansgrohe         | + 13"      |
| 9. | Carlos Rodríguez           | Hiszpania  | Ineos Grenadiers       | + 13"      |
| 10. | Guillaume Martin           | Francja    | Cofidis                | + 13"      |

| \| Klasyfikacja generalna \| Klasyfikacja generalna \| Klasyfikacja generalna \| Klasyfikacja generalna \| Klasyfikacja generalna \| \| Kolarz \| Kolarz \| Państwo \| Drużyna \| Czas \| \| ---------------------- \| -------------------------- \| ---------------------- \| ---------------------- \| ---------------------- \| \| 1. \| Nairo Quintana \| Kolumbia \| Arkéa-Samsic \| + 17h 04' 53" \| \| 2. \| João Almeida \| Portugalia \| UAE Team Emirates \| + 0" \| \| 3. \| Sergio Higuita \| Kolumbia \| Bora-Hansgrohe \| + 6" \| \| 4. \| Ben O’Connor \| Australia \| AG2R Citroën Team \| + 16" \| \| 5. \| Juan Ayuso \| Hiszpania \| UAE Team Emirates \| + 17" \| \| 6. \| Wout Poels \| Holandia \| Bahrain Victorious \| + 17" \| \| 7. \| Tobias Halland Johannessen \| Norwegia \| Uno-X Pro Cycling Team \| + 23" \| \| 8. \| Guillaume Martin \| Francja \| Cofidis \| + 23" \| \| 9. \| Richard Carapaz \| Ekwador \| Ineos Grenadiers \| + 26" \| \| 10. \| Torstein Træen \| Norwegia \| Uno-X Pro Cycling Team \| + 34" \| |                            |            |                        |               |
| |                            |            |                        |               |
| Źródło: ProCyclingStats |                            |            |                        |               |
| Klasyfikacja generalna |                            |            |                        |               |
| Kolarz | Kolarz                     | Państwo    | Drużyna                | Czas          |
| 1. | Nairo Quintana             | Kolumbia   | Arkéa-Samsic           | + 17h 04' 53" |
| 2. | João Almeida               | Portugalia | UAE Team Emirates      | + 0"          |
| 3. | Sergio Higuita             | Kolumbia   | Bora-Hansgrohe         | + 6"          |
| 4. | Ben O’Connor               | Australia  | AG2R Citroën Team      | + 16"         |
| 5. | Juan Ayuso                 | Hiszpania  | UAE Team Emirates      | + 17"         |
| 6. | Wout Poels                 | Holandia   | Bahrain Victorious     | + 17"         |
| 7. | Tobias Halland Johannessen | Norwegia   | Uno-X Pro Cycling Team | + 23"         |
| 8. | Guillaume Martin           | Francja    | Cofidis                | + 23"         |
| 9. | Richard Carapaz            | Ekwador    | Ineos Grenadiers       | + 26"         |
| 10. | Torstein Træen             | Norwegia   | Uno-X Pro Cycling Team | + 34"         |

### Etap 5
| La Pobla de Segur - Vilanova i la Geltrú | płaski | (206 km) |

| \| Klasyfikacja etapu \| Klasyfikacja etapu \| Klasyfikacja etapu \| Klasyfikacja etapu \| Klasyfikacja etapu \| \| Kolarz \| Kolarz \| Państwo \| Drużyna \| Czas \| \| ------------------ \| ------------------ \| ------------------ \| ---------------------- \| ------------------ \| \| 1. \| Ethan Vernon \| Wielka Brytania \| Quick-Step Alpha Vinyl \| 5h 21' 17" \| \| 2. \| Phil Bauhaus \| Niemcy \| Bahrain Victorious \| + 0" \| \| 3. \| Dorian Godon \| Francja \| AG2R Citroën Team \| + 0" \| \| 4. \| Guillaume Boivin \| Kanada \| Israel-Premier Tech \| + 0" \| \| 5. \| Kaden Groves \| Australia \| BikeExchange-Jayco \| + 0" \| \| 6. \| Martin Laas \| Estonia \| Bora-Hansgrohe \| + 0" \| \| 7. \| Manuel Peñalver \| Hiszpania \| Burgos-BH \| + 0" \| \| 8. \| Ivo Oliveira \| Portugalia \| UAE Team Emirates \| + 0" \| \| 9. \| Hugo Hofstetter \| Francja \| Arkéa-Samsic \| + 0" \| \| 10. \| Guillaume Martin \| Francja \| Cofidis \| + 0" \| |                  |                 |                        |            |
| |                  |                 |                        |            |
| Źródło: ProCyclingStats |                  |                 |                        |            |
| Klasyfikacja etapu |                  |                 |                        |            |
| Kolarz | Kolarz           | Państwo         | Drużyna                | Czas       |
| 1. | Ethan Vernon     | Wielka Brytania | Quick-Step Alpha Vinyl | 5h 21' 17" |
| 2. | Phil Bauhaus     | Niemcy          | Bahrain Victorious     | + 0"       |
| 3. | Dorian Godon     | Francja         | AG2R Citroën Team      | + 0"       |
| 4. | Guillaume Boivin | Kanada          | Israel-Premier Tech    | + 0"       |
| 5. | Kaden Groves     | Australia       | BikeExchange-Jayco     | + 0"       |
| 6. | Martin Laas      | Estonia         | Bora-Hansgrohe         | + 0"       |
| 7. | Manuel Peñalver  | Hiszpania       | Burgos-BH              | + 0"       |
| 8. | Ivo Oliveira     | Portugalia      | UAE Team Emirates      | + 0"       |
| 9. | Hugo Hofstetter  | Francja         | Arkéa-Samsic           | + 0"       |
| 10. | Guillaume Martin | Francja         | Cofidis                | + 0"       |

| \| Klasyfikacja generalna \| Klasyfikacja generalna \| Klasyfikacja generalna \| Klasyfikacja generalna \| Klasyfikacja generalna \| \| Kolarz \| Kolarz \| Państwo \| Drużyna \| Czas \| \| ---------------------- \| -------------------------- \| ---------------------- \| ---------------------- \| ---------------------- \| \| 1. \| João Almeida \| Portugalia \| UAE Team Emirates \| 22h 26' 09" \| \| 2. \| Nairo Quintana \| Kolumbia \| Arkéa-Samsic \| + 1" \| \| 3. \| Sergio Higuita \| Kolumbia \| Bora-Hansgrohe \| + 7" \| \| 4. \| Juan Ayuso \| Hiszpania \| UAE Team Emirates \| + 18" \| \| 5. \| Wout Poels \| Holandia \| Bahrain Victorious \| + 18" \| \| 6. \| Ben O’Connor \| Australia \| AG2R Citroën Team \| + 18" \| \| 7. \| Tobias Halland Johannessen \| Norwegia \| Uno-X Pro Cycling Team \| + 21" \| \| 8. \| Guillaume Martin \| Francja \| Cofidis \| + 24" \| \| 9. \| Richard Carapaz \| Ekwador \| Ineos Grenadiers \| + 27" \| \| 10. \| Torstein Træen \| Norwegia \| Uno-X Pro Cycling Team \| + 35" \| |                            |            |                        |             |
| |                            |            |                        |             |
| Źródło: ProCyclingStats |                            |            |                        |             |
| Klasyfikacja generalna |                            |            |                        |             |
| Kolarz | Kolarz                     | Państwo    | Drużyna                | Czas        |
| 1. | João Almeida               | Portugalia | UAE Team Emirates      | 22h 26' 09" |
| 2. | Nairo Quintana             | Kolumbia   | Arkéa-Samsic           | + 1"        |
| 3. | Sergio Higuita             | Kolumbia   | Bora-Hansgrohe         | + 7"        |
| 4. | Juan Ayuso                 | Hiszpania  | UAE Team Emirates      | + 18"       |
| 5. | Wout Poels                 | Holandia   | Bahrain Victorious     | + 18"       |
| 6. | Ben O’Connor               | Australia  | AG2R Citroën Team      | + 18"       |
| 7. | Tobias Halland Johannessen | Norwegia   | Uno-X Pro Cycling Team | + 21"       |
| 8. | Guillaume Martin           | Francja    | Cofidis                | + 24"       |
| 9. | Richard Carapaz            | Ekwador    | Ineos Grenadiers       | + 27"       |
| 10. | Torstein Træen             | Norwegia   | Uno-X Pro Cycling Team | + 35"       |

### Etap 6
| Salou - Cambrils | górzysty | (167,5 km) |

| \| Klasyfikacja etapu \| Klasyfikacja etapu \| Klasyfikacja etapu \| Klasyfikacja etapu \| Klasyfikacja etapu \| \| Kolarz \| Kolarz \| Państwo \| Drużyna \| Czas \| \| ------------------ \| ------------------ \| ------------------ \| ---------------------------------- \| ------------------ \| \| 1. \| Richard Carapaz \| Ekwador \| Ineos Grenadiers \| + 4h 09' 19" \| \| 2. \| Sergio Higuita \| Kolumbia \| Bora-Hansgrohe \| + 0" \| \| 3. \| Kaden Groves \| Australia \| BikeExchange-Jayco \| + 48" \| \| 4. \| Simone Velasco \| Włochy \| Astana Qazaqstan Team \| + 48" \| \| 5. \| Quentin Pacher \| Francja \| Groupama-FDJ \| + 48" \| \| 6. \| Jan Bakelants \| Belgia \| Intermarché-Wanty-Gobert Matériaux \| + 48" \| \| 7. \| Fernando Barceló \| Hiszpania \| Caja Rural-Seguros RGA \| + 48" \| \| 8. \| Dorian Godon \| Francja \| AG2R Citroën Team \| + 48" \| \| 9. \| Mattias Skjelmose \| Dania \| Trek-Segafredo \| + 48" \| \| 10. \| Henri Vandenabeele \| Belgia \| Team DSM \| + 48" \| |                    |           |                                    |              |
| |                    |           |                                    |              |
| Źródło: ProCyclingStats |                    |           |                                    |              |
| Klasyfikacja etapu |                    |           |                                    |              |
| Kolarz | Kolarz             | Państwo   | Drużyna                            | Czas         |
| 1. | Richard Carapaz    | Ekwador   | Ineos Grenadiers                   | + 4h 09' 19" |
| 2. | Sergio Higuita     | Kolumbia  | Bora-Hansgrohe                     | + 0"         |
| 3. | Kaden Groves       | Australia | BikeExchange-Jayco                 | + 48"        |
| 4. | Simone Velasco     | Włochy    | Astana Qazaqstan Team              | + 48"        |
| 5. | Quentin Pacher     | Francja   | Groupama-FDJ                       | + 48"        |
| 6. | Jan Bakelants      | Belgia    | Intermarché-Wanty-Gobert Matériaux | + 48"        |
| 7. | Fernando Barceló   | Hiszpania | Caja Rural-Seguros RGA             | + 48"        |
| 8. | Dorian Godon       | Francja   | AG2R Citroën Team                  | + 48"        |
| 9. | Mattias Skjelmose  | Dania     | Trek-Segafredo                     | + 48"        |
| 10. | Henri Vandenabeele | Belgia    | Team DSM                           | + 48"        |

| \| Klasyfikacja generalna \| Klasyfikacja generalna \| Klasyfikacja generalna \| Klasyfikacja generalna \| Klasyfikacja generalna \| \| Kolarz \| Kolarz \| Państwo \| Drużyna \| Czas \| \| ---------------------- \| -------------------------- \| ---------------------- \| ---------------------- \| ---------------------- \| \| 1. \| Sergio Higuita \| Kolumbia \| Bora-Hansgrohe \| + 26h 35' 24" \| \| 2. \| Richard Carapaz \| Ekwador \| Ineos Grenadiers \| + 16" \| \| 3. \| João Almeida \| Portugalia \| UAE Team Emirates \| + 52" \| \| 4. \| Nairo Quintana \| Kolumbia \| Arkéa-Samsic \| + 53" \| \| 5. \| Juan Ayuso \| Hiszpania \| UAE Team Emirates \| + 1' 08" \| \| 6. \| Wout Poels \| Holandia \| Bahrain Victorious \| + 1' 10" \| \| 7. \| Ben O’Connor \| Australia \| AG2R Citroën Team \| + 1' 10" \| \| 8. \| Tobias Halland Johannessen \| Norwegia \| Uno-X Pro Cycling Team \| + 1' 13" \| \| 9. \| Guillaume Martin \| Francja \| Cofidis \| + 1' 16" \| \| 10. \| Torstein Træen \| Norwegia \| Uno-X Pro Cycling Team \| + 1' 27" \| |                            |            |                        |               |
| |                            |            |                        |               |
| Źródło: ProCyclingStats |                            |            |                        |               |
| Klasyfikacja generalna |                            |            |                        |               |
| Kolarz | Kolarz                     | Państwo    | Drużyna                | Czas          |
| 1. | Sergio Higuita             | Kolumbia   | Bora-Hansgrohe         | + 26h 35' 24" |
| 2. | Richard Carapaz            | Ekwador    | Ineos Grenadiers       | + 16"         |
| 3. | João Almeida               | Portugalia | UAE Team Emirates      | + 52"         |
| 4. | Nairo Quintana             | Kolumbia   | Arkéa-Samsic           | + 53"         |
| 5. | Juan Ayuso                 | Hiszpania  | UAE Team Emirates      | + 1' 08"      |
| 6. | Wout Poels                 | Holandia   | Bahrain Victorious     | + 1' 10"      |
| 7. | Ben O’Connor               | Australia  | AG2R Citroën Team      | + 1' 10"      |
| 8. | Tobias Halland Johannessen | Norwegia   | Uno-X Pro Cycling Team | + 1' 13"      |
| 9. | Guillaume Martin           | Francja    | Cofidis                | + 1' 16"      |
| 10. | Torstein Træen             | Norwegia   | Uno-X Pro Cycling Team | + 1' 27"      |

### Etap 7
| Barcelona - Barcelona | górzysty | (138,5 km) |

| \| Klasyfikacja etapu \| Klasyfikacja etapu \| Klasyfikacja etapu \| Klasyfikacja etapu \| Klasyfikacja etapu \| \| Kolarz \| Kolarz \| Państwo \| Drużyna \| Czas \| \| ------------------ \| ------------------ \| ------------------ \| ---------------------- \| ------------------ \| \| 1. \| Andrea Bagioli \| Włochy \| Quick-Step Alpha Vinyl \| 3h 18' 09" \| \| 2. \| Attila Valter \| Węgry \| Groupama-FDJ \| + 0" \| \| 3. \| Fernando Barceló \| Hiszpania \| Caja Rural-Seguros RGA \| + 0" \| \| 4. \| Juan Ayuso \| Hiszpania \| UAE Team Emirates \| + 0" \| \| 5. \| Dylan Teuns \| Belgia \| Bahrain Victorious \| + 0" \| \| 6. \| Guillaume Martin \| Francja \| Cofidis \| + 0" \| \| 7. \| Nairo Quintana \| Kolumbia \| Arkéa-Samsic \| + 0" \| \| 8. \| Carlos Verona \| Hiszpania \| Movistar Team \| + 0" \| \| 9. \| Sergio Higuita \| Kolumbia \| Bora-Hansgrohe \| + 0" \| \| 10. \| Richard Carapaz \| Ekwador \| Ineos Grenadiers \| + 0" \| |                  |           |                        |            |
| |                  |           |                        |            |
| Źródło: ProCyclingStats |                  |           |                        |            |
| Klasyfikacja etapu |                  |           |                        |            |
| Kolarz | Kolarz           | Państwo   | Drużyna                | Czas       |
| 1. | Andrea Bagioli   | Włochy    | Quick-Step Alpha Vinyl | 3h 18' 09" |
| 2. | Attila Valter    | Węgry     | Groupama-FDJ           | + 0"       |
| 3. | Fernando Barceló | Hiszpania | Caja Rural-Seguros RGA | + 0"       |
| 4. | Juan Ayuso       | Hiszpania | UAE Team Emirates      | + 0"       |
| 5. | Dylan Teuns      | Belgia    | Bahrain Victorious     | + 0"       |
| 6. | Guillaume Martin | Francja   | Cofidis                | + 0"       |
| 7. | Nairo Quintana   | Kolumbia  | Arkéa-Samsic           | + 0"       |
| 8. | Carlos Verona    | Hiszpania | Movistar Team          | + 0"       |
| 9. | Sergio Higuita   | Kolumbia  | Bora-Hansgrohe         | + 0"       |
| 10. | Richard Carapaz  | Ekwador   | Ineos Grenadiers       | + 0"       |

## Klasyfikacje

### Klasyfikacja generalna
| \| Klasyfikacja generalna \| Klasyfikacja generalna \| Klasyfikacja generalna \| Klasyfikacja generalna \| Klasyfikacja generalna \| \| Kolarz \| Kolarz \| Państwo \| Drużyna \| Czas \| \| ---------------------- \| -------------------------- \| ---------------------- \| ---------------------- \| ---------------------- \| \| 1. \| Sergio Higuita \| Kolumbia \| Bora-Hansgrohe \| + 29h 53' 33" \| \| 2. \| Richard Carapaz \| Ekwador \| Ineos Grenadiers \| + 16" \| \| 3. \| João Almeida \| Portugalia \| UAE Team Emirates \| + 52" \| \| 4. \| Nairo Quintana \| Kolumbia \| Arkéa-Samsic \| + 53" \| \| 5. \| Juan Ayuso \| Hiszpania \| UAE Team Emirates \| + 1' 08" \| \| 6. \| Ben O’Connor \| Australia \| AG2R Citroën Team \| + 1' 10" \| \| 7. \| Tobias Halland Johannessen \| Norwegia \| Uno-X Pro Cycling Team \| + 1' 13" \| \| 8. \| Guillaume Martin \| Francja \| Cofidis \| + 1' 16" \| \| 9. \| Torstein Træen \| Norwegia \| Uno-X Pro Cycling Team \| + 1' 27" \| \| 10. \| Sam Oomen \| Holandia \| Jumbo-Visma \| + 1' 55" \| |                            |            |                        |               |
| |                            |            |                        |               |
| Źródło: ProCyclingStats |                            |            |                        |               |
| Klasyfikacja generalna |                            |            |                        |               |
| Kolarz | Kolarz                     | Państwo    | Drużyna                | Czas          |
| 1. | Sergio Higuita             | Kolumbia   | Bora-Hansgrohe         | + 29h 53' 33" |
| 2. | Richard Carapaz            | Ekwador    | Ineos Grenadiers       | + 16"         |
| 3. | João Almeida               | Portugalia | UAE Team Emirates      | + 52"         |
| 4. | Nairo Quintana             | Kolumbia   | Arkéa-Samsic           | + 53"         |
| 5. | Juan Ayuso                 | Hiszpania  | UAE Team Emirates      | + 1' 08"      |
| 6. | Ben O’Connor               | Australia  | AG2R Citroën Team      | + 1' 10"      |
| 7. | Tobias Halland Johannessen | Norwegia   | Uno-X Pro Cycling Team | + 1' 13"      |
| 8. | Guillaume Martin           | Francja    | Cofidis                | + 1' 16"      |
| 9. | Torstein Træen             | Norwegia   | Uno-X Pro Cycling Team | + 1' 27"      |
| 10. | Sam Oomen                  | Holandia   | Jumbo-Visma            | + 1' 55"      |

| Klasyfikacja punktowa | Klasyfikacja punktowa | Klasyfikacja punktowa | Klasyfikacja punktowa  | Klasyfikacja punktowa |
| Kolarz                | Kolarz                | Państwo               | Drużyna                | Punkty                |
| --------------------- | --------------------- | --------------------- | ---------------------- | --------------------- |
| 1.                    | Kaden Groves          | Australia             | BikeExchange-Jayco     | 17 pkt                |
| 2.                    | Richard Carapaz       | Ekwador               | Ineos Grenadiers       | 15 pkt                |
| 3.                    | Sergio Higuita        | Kolumbia              | Bora-Hansgrohe         | 15 pkt                |
| 4.                    | João Almeida          | Portugalia            | UAE Team Emirates      | 11 pkt                |
| 5.                    | Ben O’Connor          | Australia             | AG2R Citroën Team      | 10 pkt                |
| 6.                    | Andrea Bagioli        | Włochy                | Quick-Step Alpha Vinyl | 10 pkt                |
| 7.                    | Ethan Vernon          | Wielka Brytania       | Quick-Step Alpha Vinyl | 10 pkt                |
| 8.                    | Nairo Quintana        | Kolumbia              | Arkéa-Samsic           | 10 pkt                |
| 9.                    | Juan Ayuso            | Hiszpania             | UAE Team Emirates      | 8 pkt                 |
| 10.                   | Attila Valter         | Węgry                 | Groupama-FDJ           | 6 pkt                 |

| Klasyfikacja punktowa | Klasyfikacja punktowa | Klasyfikacja punktowa | Klasyfikacja punktowa  | Klasyfikacja punktowa |
| Kolarz                | Kolarz                | Państwo               | Drużyna                | Punkty                |
| --------------------- | --------------------- | --------------------- | ---------------------- | --------------------- |
| 1.                    | Kaden Groves          | Australia             | BikeExchange-Jayco     | 17 pkt                |
| 2.                    | Richard Carapaz       | Ekwador               | Ineos Grenadiers       | 15 pkt                |
| 3.                    | Sergio Higuita        | Kolumbia              | Bora-Hansgrohe         | 15 pkt                |
| 4.                    | João Almeida          | Portugalia            | UAE Team Emirates      | 11 pkt                |
| 5.                    | Ben O’Connor          | Australia             | AG2R Citroën Team      | 10 pkt                |
| 6.                    | Andrea Bagioli        | Włochy                | Quick-Step Alpha Vinyl | 10 pkt                |
| 7.                    | Ethan Vernon          | Wielka Brytania       | Quick-Step Alpha Vinyl | 10 pkt                |
| 8.                    | Nairo Quintana        | Kolumbia              | Arkéa-Samsic           | 10 pkt                |
| 9.                    | Juan Ayuso            | Hiszpania             | UAE Team Emirates      | 8 pkt                 |
| 10.                   | Attila Valter         | Węgry                 | Groupama-FDJ           | 6 pkt                 |

| Klasyfikacja górska | Klasyfikacja górska | Klasyfikacja górska | Klasyfikacja górska | Klasyfikacja górska |
| Kolarz              | Kolarz              | Państwo             | Drużyna             | Punkty              |
| ------------------- | ------------------- | ------------------- | ------------------- | ------------------- |
| 1.                  | Sergio Higuita      | Kolumbia            | Bora-Hansgrohe      | 28 pkt              |
| 2.                  | Mikel Bizkarra      | Hiszpania           | Euskaltel-Euskadi   | 21 pkt              |
| 3.                  | Ander Okamika       | Hiszpania           | Burgos-BH           | 20 pkt              |
| 4.                  | Richard Carapaz     | Ekwador             | Ineos Grenadiers    | 20 pkt              |
| 5.                  | Steven Kruijswijk   | Holandia            | Jumbo-Visma         | 17 pkt              |
| 6.                  | João Almeida        | Portugalia          | UAE Team Emirates   | 16 pkt              |
| 7.                  | Juan Ayuso          | Hiszpania           | UAE Team Emirates   | 16 pkt              |
| 8.                  | Jesús Herrada       | Hiszpania           | Cofidis             | 15 pkt              |
| 9.                  | Nairo Quintana      | Kolumbia            | Arkéa-Samsic        | 14 pkt              |
| 10.                 | Quentin Pacher      | Francja             | Groupama-FDJ        | 12 pkt              |

| Klasyfikacja górska | Klasyfikacja górska | Klasyfikacja górska | Klasyfikacja górska | Klasyfikacja górska |
| Kolarz              | Kolarz              | Państwo             | Drużyna             | Punkty              |
| ------------------- | ------------------- | ------------------- | ------------------- | ------------------- |
| 1.                  | Sergio Higuita      | Kolumbia            | Bora-Hansgrohe      | 28 pkt              |
| 2.                  | Mikel Bizkarra      | Hiszpania           | Euskaltel-Euskadi   | 21 pkt              |
| 3.                  | Ander Okamika       | Hiszpania           | Burgos-BH           | 20 pkt              |
| 4.                  | Richard Carapaz     | Ekwador             | Ineos Grenadiers    | 20 pkt              |
| 5.                  | Steven Kruijswijk   | Holandia            | Jumbo-Visma         | 17 pkt              |
| 6.                  | João Almeida        | Portugalia          | UAE Team Emirates   | 16 pkt              |
| 7.                  | Juan Ayuso          | Hiszpania           | UAE Team Emirates   | 16 pkt              |
| 8.                  | Jesús Herrada       | Hiszpania           | Cofidis             | 15 pkt              |
| 9.                  | Nairo Quintana      | Kolumbia            | Arkéa-Samsic        | 14 pkt              |
| 10.                 | Quentin Pacher      | Francja             | Groupama-FDJ        | 12 pkt              |

| Klasyfikacja młodzieżowa | Klasyfikacja młodzieżowa   | Klasyfikacja młodzieżowa | Klasyfikacja młodzieżowa | Klasyfikacja młodzieżowa |
| Kolarz                   | Kolarz                     | Państwo                  | Drużyna                  | Czas                     |
| ------------------------ | -------------------------- | ------------------------ | ------------------------ | ------------------------ |
| 1.                       | Sergio Higuita             | Kolumbia                 | Bora-Hansgrohe           | 29h 53' 33"              |
| 2.                       | João Almeida               | Portugalia               | UAE Team Emirates        | + 52"                    |
| 3.                       | Juan Ayuso                 | Hiszpania                | UAE Team Emirates        | + 1' 08"                 |
| 4.                       | Tobias Halland Johannessen | Norwegia                 | Uno-X Pro Cycling Team   | + 1' 13"                 |
| 5.                       | Carlos Rodríguez           | Hiszpania                | Ineos Grenadiers         | + 2' 50"                 |
| 6.                       | Mattias Skjelmose          | Dania                    | Trek-Segafredo           | + 2' 54"                 |
| 7.                       | Javier Romo                | Hiszpania                | Astana Qazaqstan Team    | + 12' 35"                |
| 8.                       | Attila Valter              | Węgry                    | Groupama-FDJ             | + 17' 35"                |
| 9.                       | Sylvain Moniquet           | Belgia                   | Lotto-Soudal             | + 20' 50"                |
| 10.                      | Henri Vandenabeele         | Belgia                   | Team DSM                 | + 23' 52"                |

| Klasyfikacja młodzieżowa | Klasyfikacja młodzieżowa   | Klasyfikacja młodzieżowa | Klasyfikacja młodzieżowa | Klasyfikacja młodzieżowa |
| Kolarz                   | Kolarz                     | Państwo                  | Drużyna                  | Czas                     |
| ------------------------ | -------------------------- | ------------------------ | ------------------------ | ------------------------ |
| 1.                       | Sergio Higuita             | Kolumbia                 | Bora-Hansgrohe           | 29h 53' 33"              |
| 2.                       | João Almeida               | Portugalia               | UAE Team Emirates        | + 52"                    |
| 3.                       | Juan Ayuso                 | Hiszpania                | UAE Team Emirates        | + 1' 08"                 |
| 4.                       | Tobias Halland Johannessen | Norwegia                 | Uno-X Pro Cycling Team   | + 1' 13"                 |
| 5.                       | Carlos Rodríguez           | Hiszpania                | Ineos Grenadiers         | + 2' 50"                 |
| 6.                       | Mattias Skjelmose          | Dania                    | Trek-Segafredo           | + 2' 54"                 |
| 7.                       | Javier Romo                | Hiszpania                | Astana Qazaqstan Team    | + 12' 35"                |
| 8.                       | Attila Valter              | Węgry                    | Groupama-FDJ             | + 17' 35"                |
| 9.                       | Sylvain Moniquet           | Belgia                   | Lotto-Soudal             | + 20' 50"                |
| 10.                      | Henri Vandenabeele         | Belgia                   | Team DSM                 | + 23' 52"                |

| Klasyfikacja drużynowa | Klasyfikacja drużynowa             | Klasyfikacja drużynowa       | Klasyfikacja drużynowa |
| Drużyna                | Drużyna                            | Państwo                      | Czas                   |
| ---------------------- | ---------------------------------- | ---------------------------- | ---------------------- |
| 1.                     | Bahrain Victorious                 | Bahrajn                      | 89h 46' 49"            |
| 2.                     | UAE Team Emirates                  | Zjednoczone Emiraty Arabskie | + 6' 35"               |
| 3.                     | Groupama-FDJ                       | Francja                      | + 7' 18"               |
| 4.                     | Uno-X Pro Cycling Team             | Norwegia                     | + 7' 20"               |
| 5.                     | Ineos Grenadiers                   | Wielka Brytania              | + 11' 14"              |
| 6.                     | Bora-Hansgrohe                     | Niemcy                       | + 11' 15"              |
| 7.                     | Trek-Segafredo                     | Stany Zjednoczone            | + 17' 53"              |
| 8.                     | Intermarché-Wanty-Gobert Matériaux | Belgia                       | + 18' 00"              |
| 9.                     | Movistar Team                      | Hiszpania                    | + 24' 50"              |
| 10.                    | Jumbo-Visma                        | Holandia                     | + 26' 44"              |

| Klasyfikacja drużynowa | Klasyfikacja drużynowa             | Klasyfikacja drużynowa       | Klasyfikacja drużynowa |
| Drużyna                | Drużyna                            | Państwo                      | Czas                   |
| ---------------------- | ---------------------------------- | ---------------------------- | ---------------------- |
| 1.                     | Bahrain Victorious                 | Bahrajn                      | 89h 46' 49"            |
| 2.                     | UAE Team Emirates                  | Zjednoczone Emiraty Arabskie | + 6' 35"               |
| 3.                     | Groupama-FDJ                       | Francja                      | + 7' 18"               |
| 4.                     | Uno-X Pro Cycling Team             | Norwegia                     | + 7' 20"               |
| 5.                     | Ineos Grenadiers                   | Wielka Brytania              | + 11' 14"              |
| 6.                     | Bora-Hansgrohe                     | Niemcy                       | + 11' 15"              |
| 7.                     | Trek-Segafredo                     | Stany Zjednoczone            | + 17' 53"              |
| 8.                     | Intermarché-Wanty-Gobert Matériaux | Belgia                       | + 18' 00"              |
| 9.                     | Movistar Team                      | Hiszpania                    | + 24' 50"              |
| 10.                    | Jumbo-Visma                        | Holandia                     | + 26' 44"              |

### Liderzy klasyfikacji
| Etap   |          | Pierwsze miejsce _ | Klasyfikacja generalna  | Punktowa                | Górska                  | Młodzieżowa             | Najaktywniejszych | Drużynowa          |
| ------ | -------- | ------------------ | ----------------------- | ----------------------- | ----------------------- | ----------------------- | ----------------- | ------------------ |
| 1      | płaski   | Michael Matthews   | Michael Matthews        | Michael Matthews        | Jonas Iversby Hvideberg | Jonas Iversby Hvideberg | Jonathan Caicedo  | Bahrain Victorious |
| 2      | płaski   | Kaden Groves       | Jonas Iversby Hvideberg | Jonas Iversby Hvideberg | Jonas Iversby Hvideberg | Jonas Iversby Hvideberg | Adrià Moreno      | Bahrain Victorious |
| 3      | górski   | Ben O’Connor       | Ben O’Connor            | Jonas Iversby Hvideberg | Ander Okamika           | Juan Ayuso              | Mikel Bizkarra    | UAE Team Emirates  |
| 4      | górski   | João Almeida       | Nairo Quintana          | Jonas Iversby Hvideberg | Mikel Bizkarra          | João Almeida            | Marc Soler        | UAE Team Emirates  |
| 5      | płaski   | Ethan Vernon       | João Almeida            | Phil Bauhaus            | Mikel Bizkarra          | João Almeida            | Urko Berrade      | UAE Team Emirates  |
| 6      | górzysty | Richard Carapaz    | Sergio Higuita          | Phil Bauhaus            | Sergio Higuita          | Sergio Higuita          | Richard Carapaz   | Bahrain Victorious |
| 7      | górzysty | Andrea Bagioli     | Sergio Higuita          | Kaden Groves            | Sergio Higuita          | Sergio Higuita          | Steven Kruijswijk | Bahrain Victorious |
| Koniec | Koniec   |                    | Sergio Higuita          | Kaden Groves            | Sergio Higuita          | Sergio Higuita          | brak danych       | Bahrain Victorious |